# Victor Lindelöf
Victor Jörgen Nilsson Lindelöf (n. 17 iulie 1994, Västerås, Suedia) este un fotbalist suedez liber de contract, care joacă pe post de fundaș. Pe plan internațional, are prezențe la națională pentru Suedia U17⁠(d), Suedia U19⁠(d), Suedia U21⁠(d) și Suedia.
Chiar dacă ocupă de obicei o poziție centrală, poate juca și pe partea dreaptă. Lindelöf a debutat în fotbalul profesionist la Västerås SK în data de 10 septembrie 2010.